# Vácslav Socha
Vácslav Socha (20. října 1851 Miškovice (Třebovle) u Kouřimi – 8. prosince 1937 Litovel) byl první český starosta Litovle.

## Život

### Před příchodem do Litovle
Narodil se v rodině rolníka Josefa Sochy (1831–??) a jeho manželky Marie, rozené Stejskalové (1834–1899) v Miškovicích u Kouřimi. Studoval v Kouřimi a v Praze. V 60. letech 19. století se zúčastňoval vlasteneckých táborů lidu, počínaje prvním táborem pod Řípem roku 1868. Jak uvádí ve svých pamětech, již tehdy se u něj tvořilo vlastenecké cítění.
V letech 1868–1878 pracoval jako pomocný úředník v cukrovaru v Plaňanech, odkud roku 1869 odešel do Prahy. V Praze byl zaměstnán u revizní firmy Emanuel Sluníčko, která ho v roce 1881 odeslala do litovelského cukrovaru jako nového účetního.

### Starosta Litovle
Ve městě, kde byla tehdy většina obyvatelstva česká, ale samospráva byla německá, se Vácslav Socha věnoval boji za českou Litovel. Dne 12. ledna 1900 byl zvolen prvním českým starostou Litovle po 300 letech. Funkci vykonával do roku 1914; odstoupil krátce po vypuknutí první světové války.

### Boj o českou Litovel
Mezi nejvýznamnější zásluhy o zrovnoprávnění českého obyvatelstva v Litovli, na nichž se Vácslav Socha podílel, patří zejména:
- zřízení průmyslové školy pokračovací s českým jazykem vyučovací (1900)
- zřízení a rozšíření české reálky (1901–1903)
- výstavba nové budovy české reálky (1903–1904)
- přeměna Krajinské vlastenecké společnosti na Muzeum a zakoupení předmětů do sbírek (1907)[p 1]
- vybudování městské elektrárny (1910)

### Ostatní vlastenecké aktivity

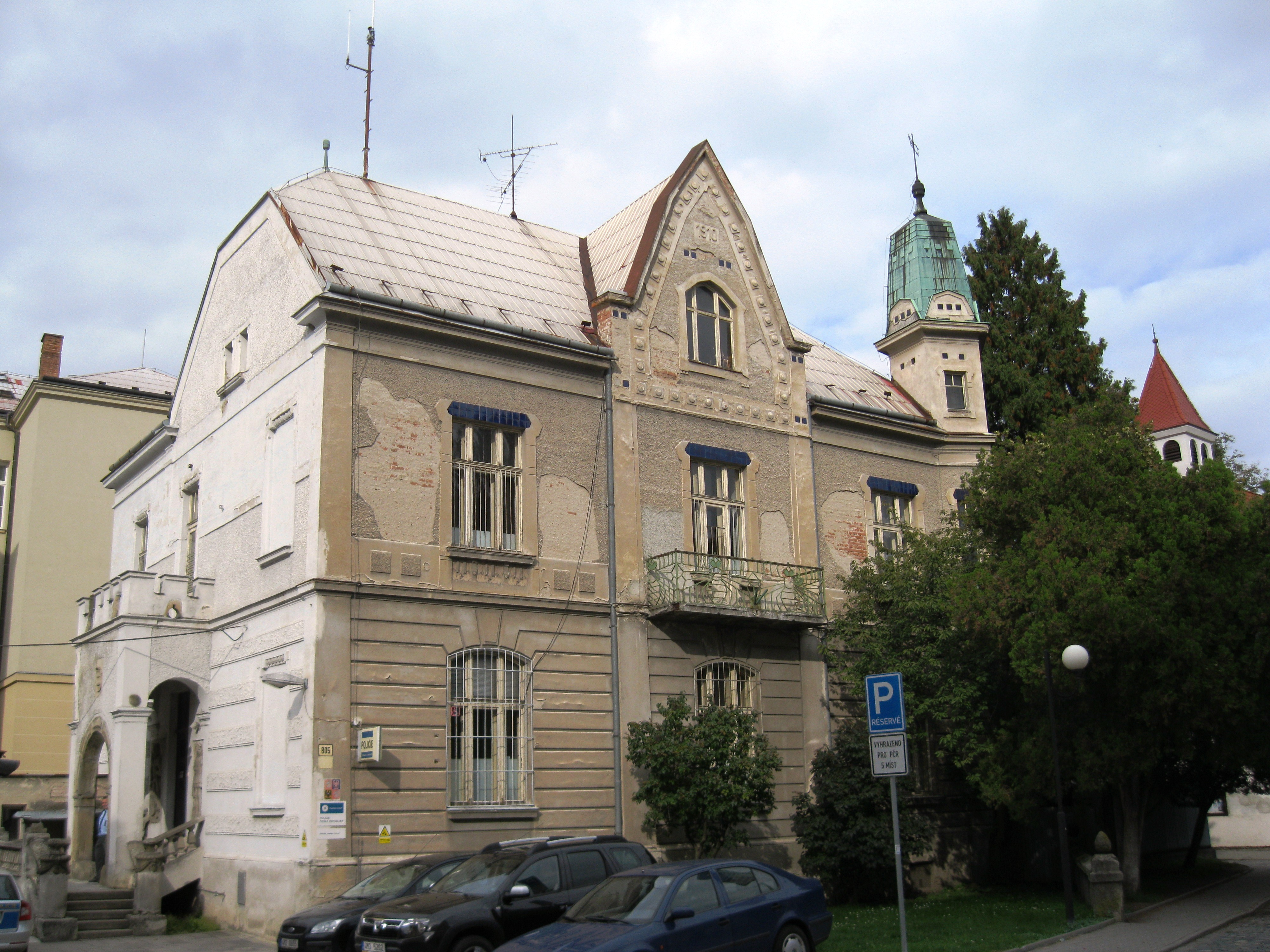
Sochova vila, dokončená roku 1910. V letech 1913 až 1919 v ní Vácslav Socha nechal sídlit muzeum Krajinské muzejní společnosti.

Byl čestným členem Ústřední matice školské a věnoval jí při příležitosti svých šedesátých narozenin 1 000 Korun.
Politická a vlastenecká činnost Vácslava Sochy se neomezovala jen na Litovel. Aktivně se zúčastňoval i akcí meziregionálního významu, kde hájil zájmy českých menšin ve smíšených oblastech.

### Rodinný život
Dne 19. listopadu 1887 se v Olomouci oženil s Antonií, rozenou Tillovou (též psáno Týlovou, 1865–1931). Jejich první dcera Zdeňka (1900–1904) zemřela ve 4 letech. Druhá dcera Miluše byla poprvé provdána za adjunkta v cukrovaru Ing. Oldřicha Krůčka, podruhé za litovelského lékaře a majitele sanatoria v Olomouci MUDr. Františka Koutného (1880–1935).

### Závěr života
Po dalším zvolení starostou v roce 1913 se Vácslav Socha v roce 1914 ze zdravotních důvodů funkce vzdal. Po skončení 1. světové války již znovu zvolen nebyl a počátkem 20. let 20. století se pro zhoršující se zdravotní problémy stáhnul do ústraní.
Byl pochován v rodinné hrobce v Litovli, kterou mu na počest zřídilo město.

## Veřejná ocenění

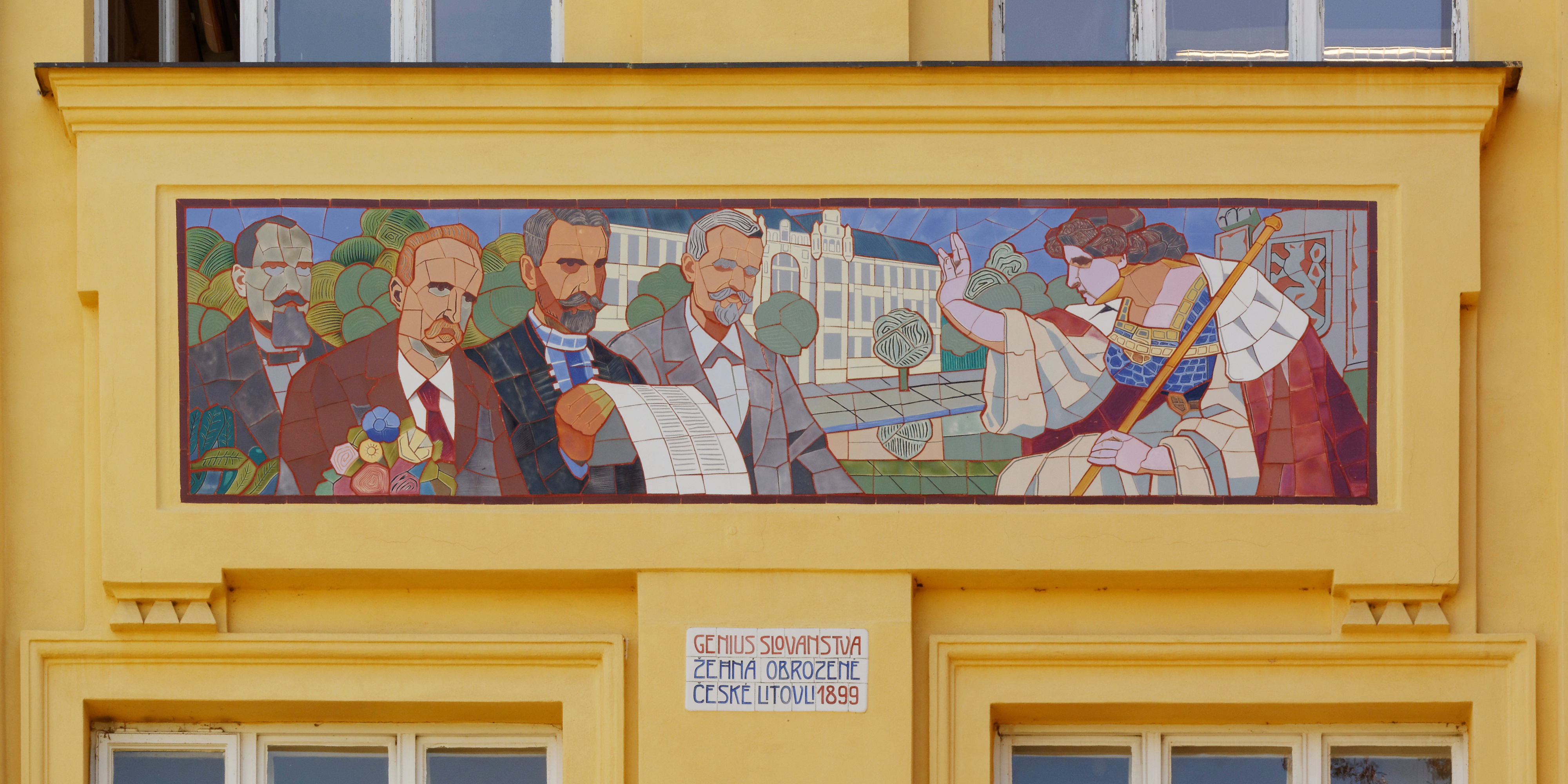
Mozaika na budově gymnázia Genius slovanstva žehná obrozené české Litovli

- V roce 1932 byl Vácslavu Sochovi v Litovli odhalen památník s pamětní deskou[10]
- S dalšími vlastenci je vyobrazen na mozaice Génius Slovanstva žehná obrozené české Litovli z roku 1891 na budově gymnázia Jana Opletala[11]
- V roce 1990 byl navrácen název Sochova ulici v Litovli, pojmenované po Vácslavu Sochovi